# 明昌
明昌（1190年—1196年十一月）是金章宗的第一个年号。金章宗使用明昌这个年号一共7年。大定二十九年正月金章宗即位沿用。

## 大事记
- 在明昌時期，金朝國力達到巔峰。在金章宗位內，修整章法，獎勵文藝，史稱明昌之治。

- 大定二十九年（1189年）正月二日（癸巳；西曆1月20日），金章宗即皇帝位於金世宗的柩前。明年（1190年）正月一日（西曆2月7日），改元明昌。[2]

- 明昌七年（1196年），原來從屬金朝的塔塔兒部叛離，歸順蒙古帝國。

- 明昌七年（1196年）十一月二十三日（戊戌；西曆12月14日），金章宗大赦，改元承安。[3]

## 纪年
| 明昌 | 元年   | 二年   | 三年   | 四年   | 五年   | 六年   | 七年   |
| ---- | ------ | ------ | ------ | ------ | ------ | ------ | ------ |
| 公元 | 1190年 | 1191年 | 1192年 | 1193年 | 1194年 | 1195年 | 1196年 |
| 干支 | 庚戌   | 辛亥   | 壬子   | 癸丑   | 甲寅   | 乙卯   | 丙辰   |

## 其他政权同期使用的年号
- 中國
  - 淳熙（1190年－1194年）：宋—宋光宗趙淳之年號
  - 慶元（1195年－1200年）：宋—宋寧宗趙擴之年號
  - 身聖（1196年）：金朝時期—德壽、陁鎖之年號
  - 天禧（1178年－1211年）：西遼—遼末主耶律直魯古之年號
  - 乾祐（1170年－1193年）：西夏—夏仁宗李仁孝之年號
  - 天慶（1194年－1206年）：西夏—夏桓宗李純祐之年號
  - 元亨（1185年－1195年）：大理—段智興之年號
  - 定安（1195年－1200年）：大理—段智興之年號
- 越南
  - 天資嘉瑞（1186年－1202年）：李朝—李龍翰之年號
- 日本
  - 文治（1185年－1190年）：後鳥羽天皇之年号
  - 建久（1190年－1199年）：後鳥羽天皇之年号

## 深入閱讀
- 李崇智. . 北京: 中華書局. 2004年12月. ISBN 7101025129.
- 鄧洪波. . 臺北: 國立臺灣大學東亞經典與文化研究計劃. 2005年3月  [2022-01-03]. ISBN 9789860005189. （原始内容 (pdf)存档于2007-08-25）.

## 参看
- 中國年號索引

| 前一年號： 大定 | 金朝年号 | 下一年號： 承安 |